# Svenska samfundet för religionshistorisk forskning
Svenska Samfundet för religionshistorisk forskning (SSRF) är ett samfund för svenska religionshistoriker och religionsvetare. SSRF representerar Sverige i EASR (European Association for the Study of Religion) och IAHR (International Association for the History of Religions).
Medlemstidskriften är Chaos som utkommer två gånger per år.[källa behövs] Från och med 2018 distribueras även den populärvetenskapliga Tidningen Religion elektroniskt via SSRF:s hemsida. Samfundet utgav tidigare Svensk religionshistorisk årsskrift. 